# Porte de Rous
Propriété inaliénable de l'association ''Société des Amis du Vieux Cordes'' la porte de Rous, aussi appelé portail peint ou porte du Puech, est une porte médiévale de Cordes-sur-Ciel, une commune du Tarn. Elle est classée monument historique depuis le 4 juin 1924.

## Origine
Elle appartient à l'enceinte intérieure, construite lors de la décision de créer une bastide à Cordes-sur-Ciel. La cité est bâtie en 7 ans entre 1222, date de fondation de la ville par le comte de Toulouse Raymond VII, et 1229, date du traité de Meaux-Paris : dans les termes du texte, Cordes est signalé comme une des villes fortes de l'Albigeois.
Au Moyen Âge, elle était appelée portail peint. (pench en occitan)

## Description

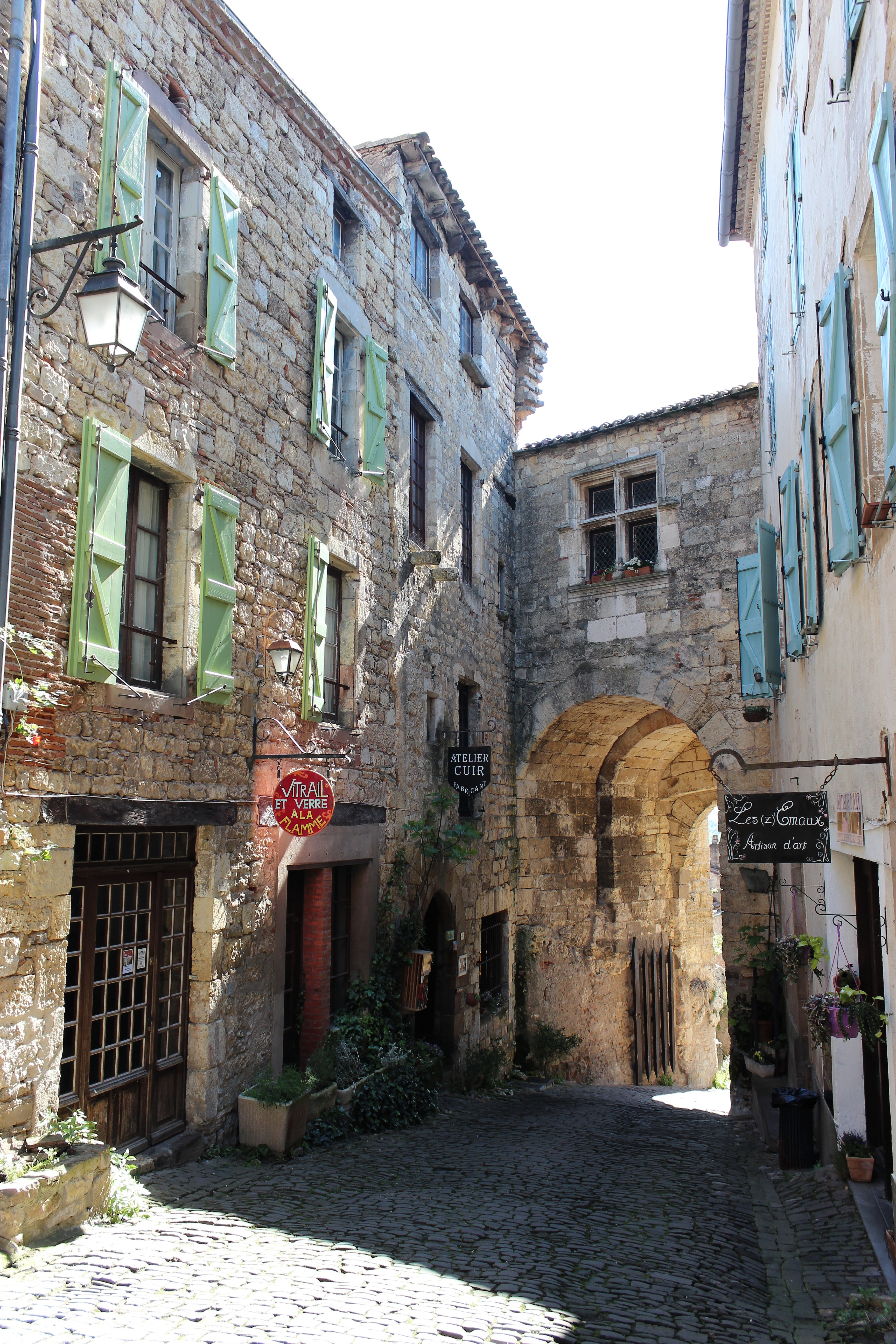
Porte vue depuis la ville.

La porte est en arc de plein cintre est dotée de deux rainures de herse. Une meurtrière à étrier au-dessus de la porte permet de défendre la première herse.
La porte à deux vantaux est incluse se rabattant sur les parties planes est suivie d'une autre herse. 
La porte a été remaniée au cours des siècles : elle a perdu ses créneaux et des ouvertures à meneau ont été percées. Le rôle défensif s'est effacé au profit d'un rôle d'habitation.